# Oda von Brabant

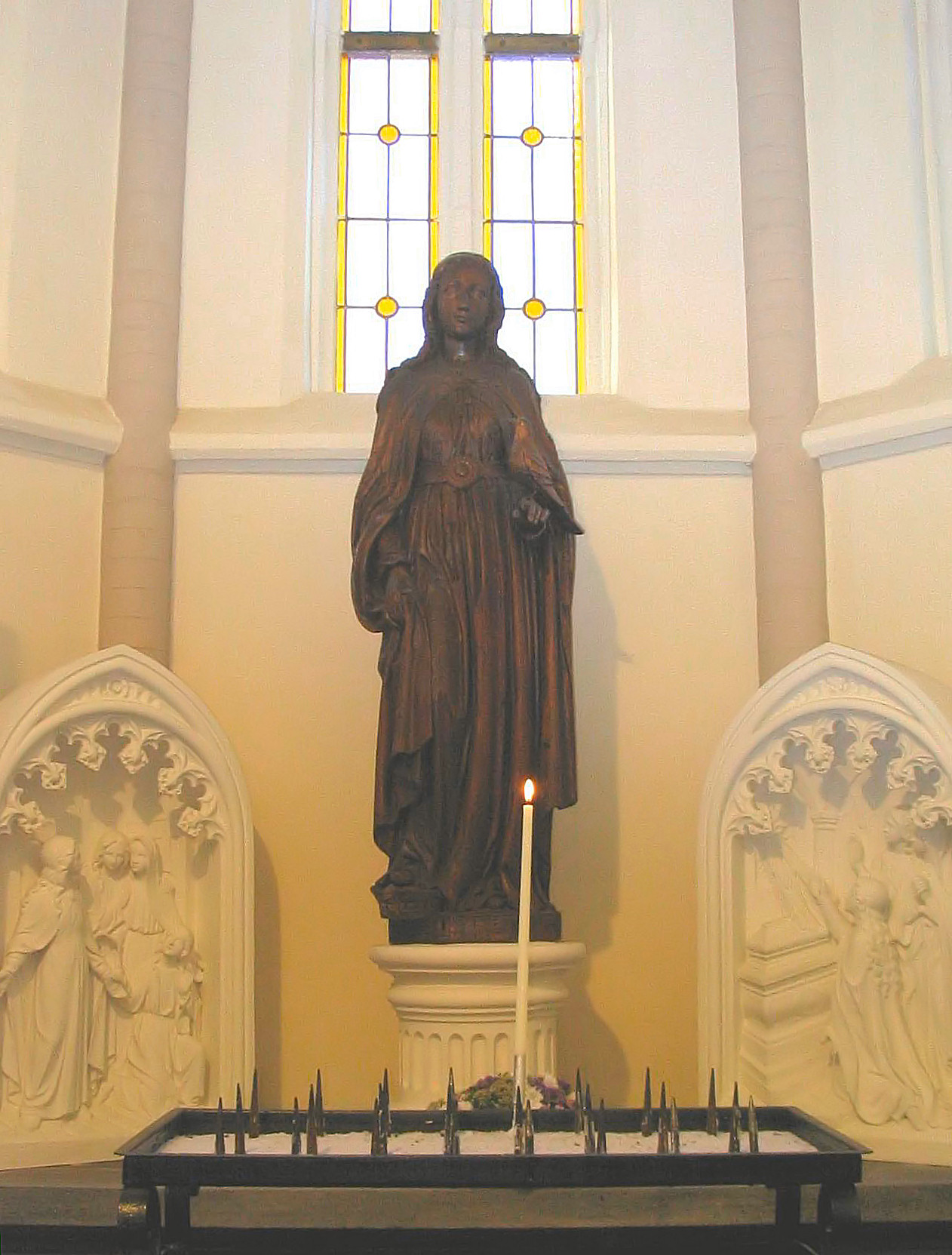
Oda von Brabant

Oda von Brabant (* um 680; † um 726 im heutigen Sint-Oedenrode, Noord-Brabant, Niederlande) ist eine katholische Heilige. Ihr Gedenktag ist der 27. November.
Nach einer Legende aus dem 12. Jahrhundert soll sie als Einsiedlerin in Brabant gelebt haben. Sie soll ein Kloster in Klosterrath, das heutige Kloster Rolduc, gegründet haben.